# Comuna Kostrena, Primorje-Gorski kotar
Kostrena este o comună în cantonul Primorje-Gorski kotar, Croația, având o populație de 4.180 de locuitori (2011).

## Demografie
Componența etnică a comunei Kostrena
     Croați (92,22%)
     Sârbi (1,87%)
     Necunoscut (0,79%)
     Neclasificat (4,59%)
Componența confesională a comunei Kostrena
     Catolici (83,18%)
     Fără religie și atei (6,41%)
     Musulmani (2,89%)
     Ortodocși (1,72%)
     Agnostici și sceptici (1,17%)
     Necunoscută (3,83%)
     Alte religii (0,77%)
Conform recensământului din 2011, comuna Kostrena avea 4.180 de locuitori. Din punct de vedere etnic, majoritatea locuitorilor (92,22%) erau croați, cu o minoritate de sârbi (1,87%). Apartenența etnică nu este cunoscută în cazul a 0,79% din locuitori. Din punct de vedere confesional, majoritatea locuitorilor (83,18%) erau catolici, existând și minorități de persoane fără religie și atei (6,41%), musulmani (2,89%), ortodocși (1,72%) și agnostici și sceptici (1,17%). Pentru 3,83% din locuitori nu este cunoscută apartenența confesională.